# Nicola Brütsch
Nicola Brütsch (* 1997) ist ein Schweizer Unihockeyspieler. Er steht beim Nationalliga-A-Vertreter UHC Uster unter Vertrag.

## Karriere
Brütsch begann seine Karriere beim UHC Uster. Zur Saison 2017/18 wurde er in das Kader der ersten Mannschaft aufgenommen.